# Beaumont-en-Verdunois
Beaumont-en-Verdunois ist eine französische Gemeinde ohne Einwohner im Département Meuse in der Region Grand Est (bis 2015 Lothringen). Sie gehört zum Arrondissement Verdun und zum Gemeindeverband Grand Verdun.
Diese Gemeinde liegt rund 15 Kilometer nördlich von Verdun und hat keine Einwohner: es handelt sich um eines der neun im Ersten Weltkrieg während der Schlacht um Verdun vollständig zerstörten Dörfer, die nie wieder aufgebautwurden. Nach der Einstellung der Feindseligkeiten wurde beschlossen, die zum „für Frankreich gefallenen Dorf“ erklärte Gemeinde in Erinnerung an die dortigen Ereignisse zu bewahren. Hinderungsgründe gegen eine erneute Besiedlung waren auch die Belastung des Bodens mit Blindgängern, Resten von Giftgas, sonstigem Kriegsmaterial und den nicht bestatteten Gefallenen. Heutzutage wird die Gemeinde von einem dreiköpfigen Rat verwaltet. Die drei Personen werden vom Oberhaupt des Departements (dem Präfekten) ernannt. In der Nähe liegt Louvemont, ein anderes zerstörtes Dorf, das ebenfalls nicht wiederaufgebaut wurde.
Der ehemalige Ort ist über eine Seitenstraße der D 905 von Vacherauville nach Ville-devant-Chaumont erreichbar.
Die neun zerstörten Dörfer sind Beaumont, Bezonvaux, Cumières, Douaumont, Fleury, Haumont, Louvemont, Ornes und Vaux.

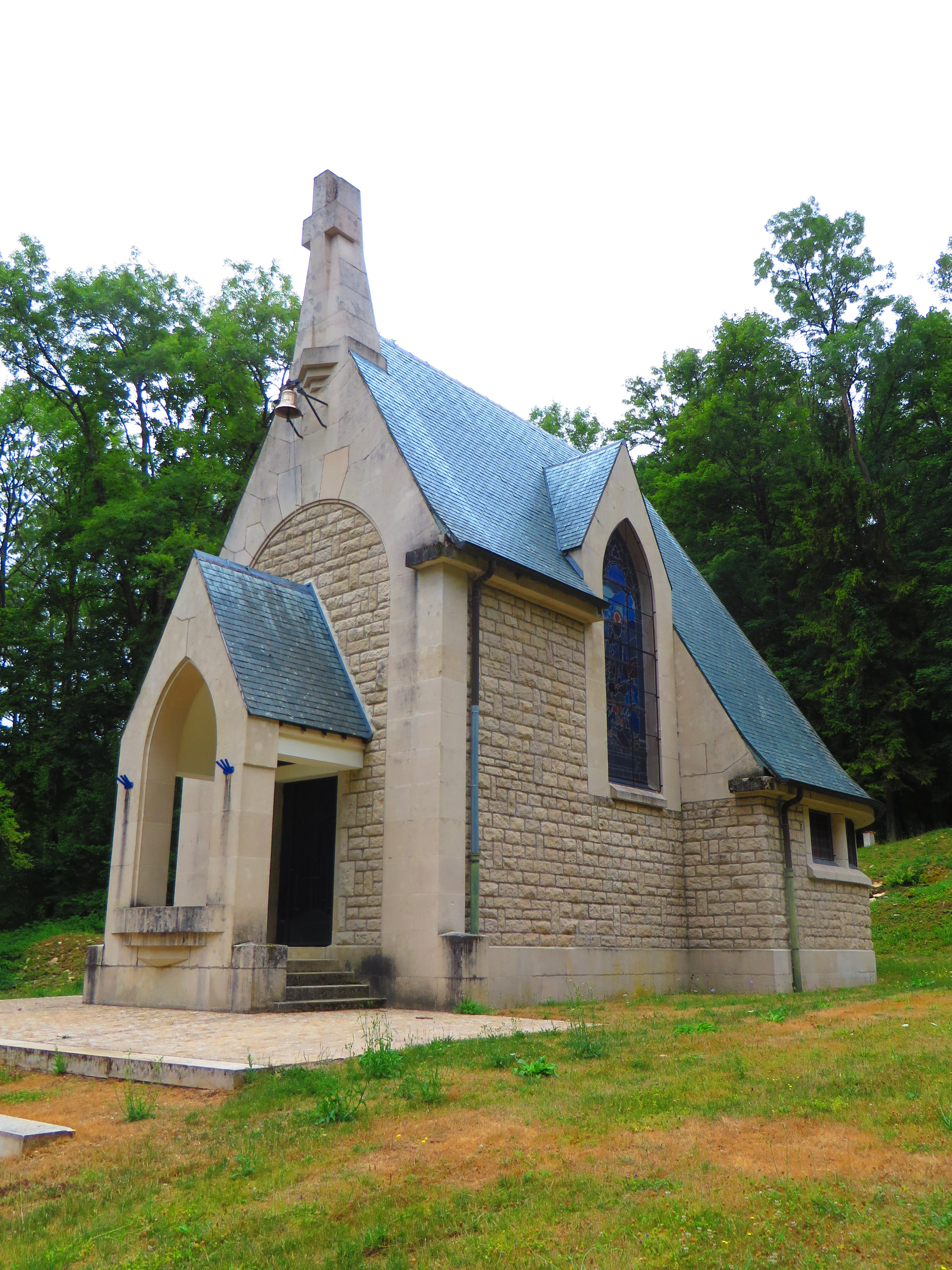
Kapelle Saint-Maurice an der Stelle des zerstörten Dorfes